# Gush Emunim
Gush Emunim (en hebreo גּוּשׁ אֱמוּנִים, 'El bloque de los creyentes') fue un movimiento político fundamentalista judío, teocrático y mesiánico israelí  creado en la Franja de Gaza y en Cisjordania, con el fin de establecer colonias judías en los Altos del Golán, basándose en la creencia de que según la sagrada Torá, estas tierras habían sido dadas por Dios al pueblo judío.  
Gush Emunim surgió después de la Guerra de los Seis Días de 1967, para favorecer la colonización de las tierras conquistadas, pero no fue fundado formalmente hasta 1974, a finales de la guerra de Yom Kipur, por los seguidores de las enseñanzas religiosas del Rabino Abraham Isaac Kook y de su hijo Zvi Yehuda Kook. Estas enseñanzas preconizan que los sionistas laicos, con sus conquistas en Palestina, han generado involuntariamente el inicio de la era mesiánica, que debe culminar con la llegada del Mesías judío, llegada que se puede acelerar con el asentamiento de los judíos sobre la Tierra de Israel que su Dios les ha dado. La organización apoyó los intentos de coexistir con la población árabe, rechazando las transferencias de población propuestas por el rabino supremacista Meir Kahane y sus seguidores. 
En 1976 se fundó la organización Amana, el brazo armado de Gush Emunim, que pronto se independizó y sigue activo actualmente. Aunque el movimiento ya no exista oficialmente en la actualidad, los vestigios de su influencia son perceptibles en la sociedad israelí, ya que el movimiento estuvo estrechamente asociado con el Mafdal, el Partido Nacional Religioso, influyéndolo fuertemente, así como con la Agencia Judía para la Tierra de Israel, hoy en día sus seguidores son conocidos como: Nemanei Eretz Israel (נאמני ארץ ישראל) ("Los que son fieles a la Tierra de Israel"). 